# Reinhard Grunwald
Reinhard Grunwald (* 21. August 1942; † 21. März 2020) war ein deutscher Jurist und Wissenschaftsmanager. Er war von 1996 bis 2007 Generalsekretär der Deutschen Forschungsgemeinschaft (DFG) in Bonn und geschäftsführender Vorstand des Zentrums für Wissenschaftsmanagement in Speyer.

## Leben
Grunwald studierte Jura an den Universitäten Göttingen, LMU München und in Berkeley (LLM). Nach dem Referendariat im Bezirk des OLG Celle (1970–1973) wurde er 1974 in Göttingen mit einer Dissertation über „Sittenwidrigkeit, Rechtswidrigkeit und dolus malus : Typen und Leitlinien der Entscheidung, entwickelt an der Bankhaftung für Kreditmaßnahmen.“ promoviert.
Zwischen 1974 und 1978 war er Leiter Personal am Garchinger Max-Planck-Institut für Plasmaphysik. Zwischen 1978 und 1984 war er kaufmännischer Leiter des Deutschen Primatenzentrums in Göttingen. Im Jahr 1984 wechselte er als kaufmännischer Vorstand zum Deutschen Krebsforschungszentrum (DKFZ) in Heidelberg. Zwischen 1996 und 2007 war Grunwald schließlich bis zu seinem altersbedingten Ausscheiden Generalsekretär der Deutschen Forschungsgemeinschaft. Seitdem war er „geschäftsführender Vorstand“ des Zentrums für Wissenschaftsmanagement (ZWM) in Speyer. Er war Mitglied im Universitätsrat der Universität Freiburg und im Kuratorium des Stifterverbandes für die Deutsche Wissenschaft.
Grunwald arbeitete seit 2007 außerdem für die Kanzlei Weitnauer: Rechtsanwälte, Wirtschaftsprüfer, Steuerberater, später auch in einer eigenen Kanzlei Grunwald Rechtsanwälte.
Seine Tätigkeitsschwerpunkte waren Wissenschaftsrecht und Vertragsrecht. Er veröffentlichte im Bereich des Internationalen Rechtsschutzes und des Wissenschaftsmanagement und war Mitherausgeber der Zeitschrift für Wissenschaftsrecht.

## Ehrungen und Auszeichnungen
- Verdienstkreuz 1. Klasse des Verdienstordens der Bundesrepublik Deutschland